# غزنرة هايتية
غزنرة هايتية (الاسم العلمي:Gesneria haitiensis) هي نوع من النباتات تتبع جنس الغزنرة من الفصيلة الغزنرية.